# Ljutava
Ljutava (cyr. Љутава) – wieś w Bośni i Hercegowinie, w Republice Serbskiej, w gminie Rudo. W 2013 roku liczyła 5 mieszkańców.